# Adhemarius sexoculata
Adhemarius sexoculata är en fjärilsart som beskrevs av Butler 1877. Adhemarius sexoculata ingår i släktet Adhemarius och familjen svärmare. Inga underarter finns listade i Catalogue of Life.

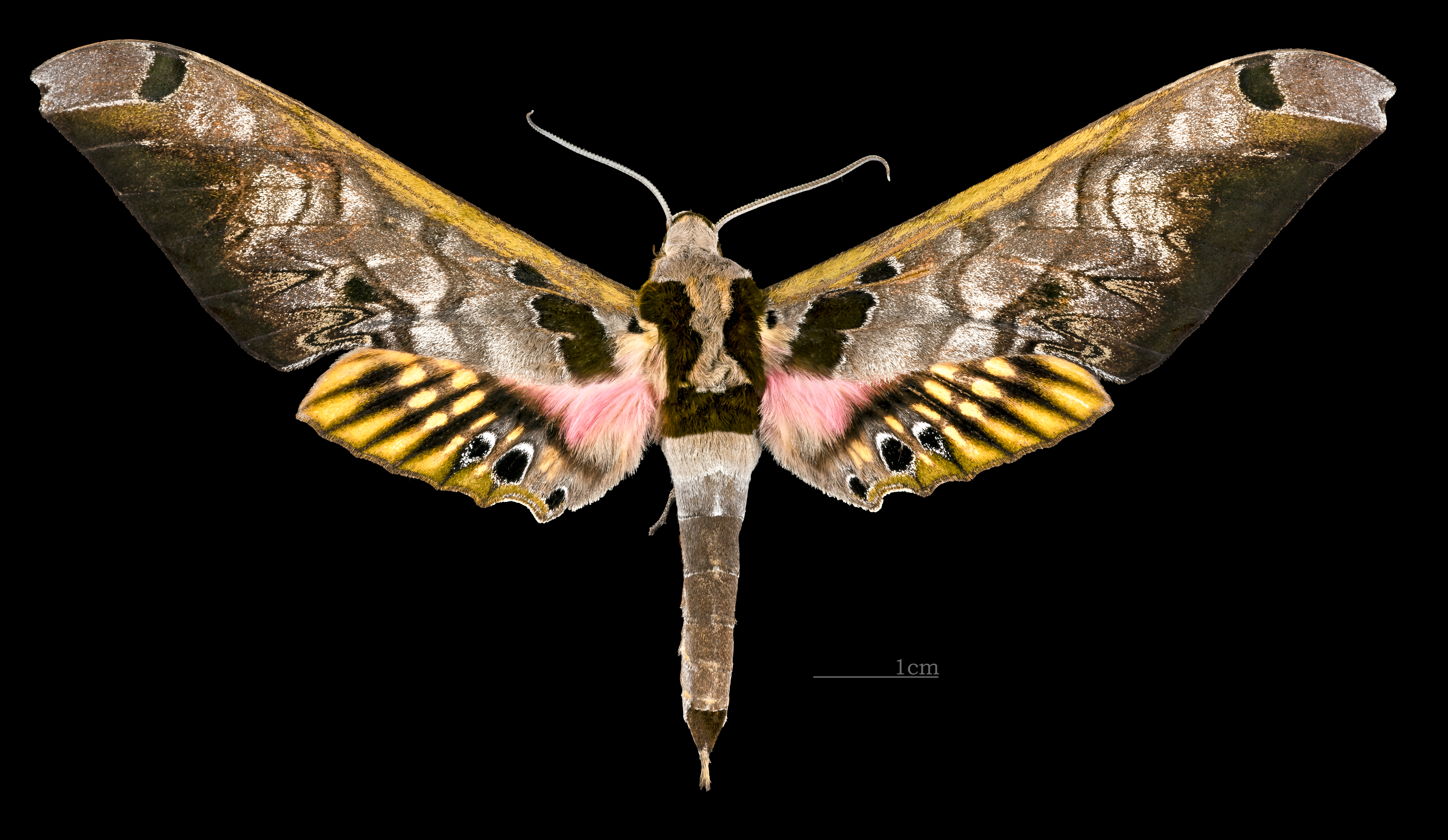
Adhemarius sexoculata ♂
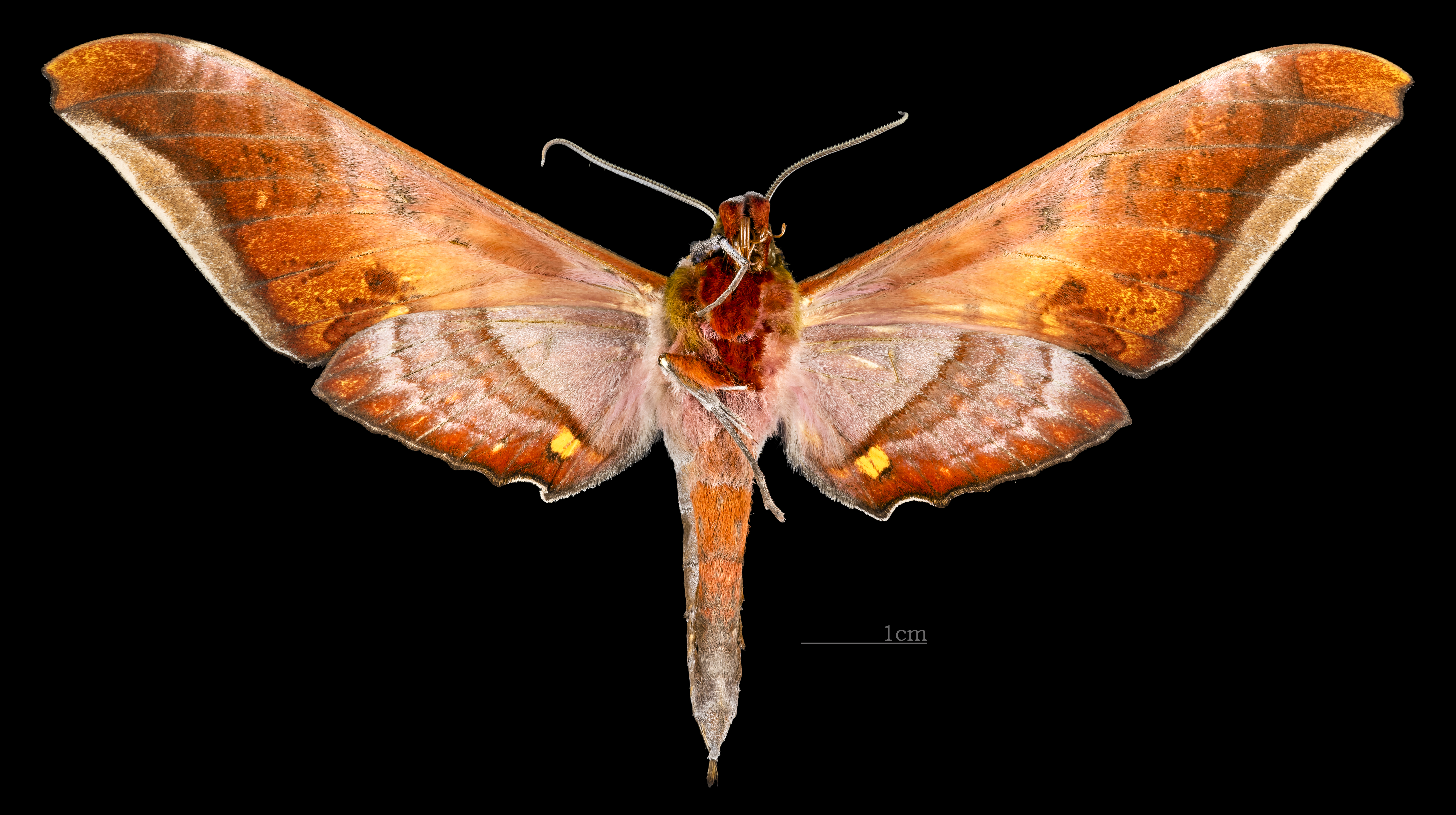
Adhemarius sexoculata ♂  △
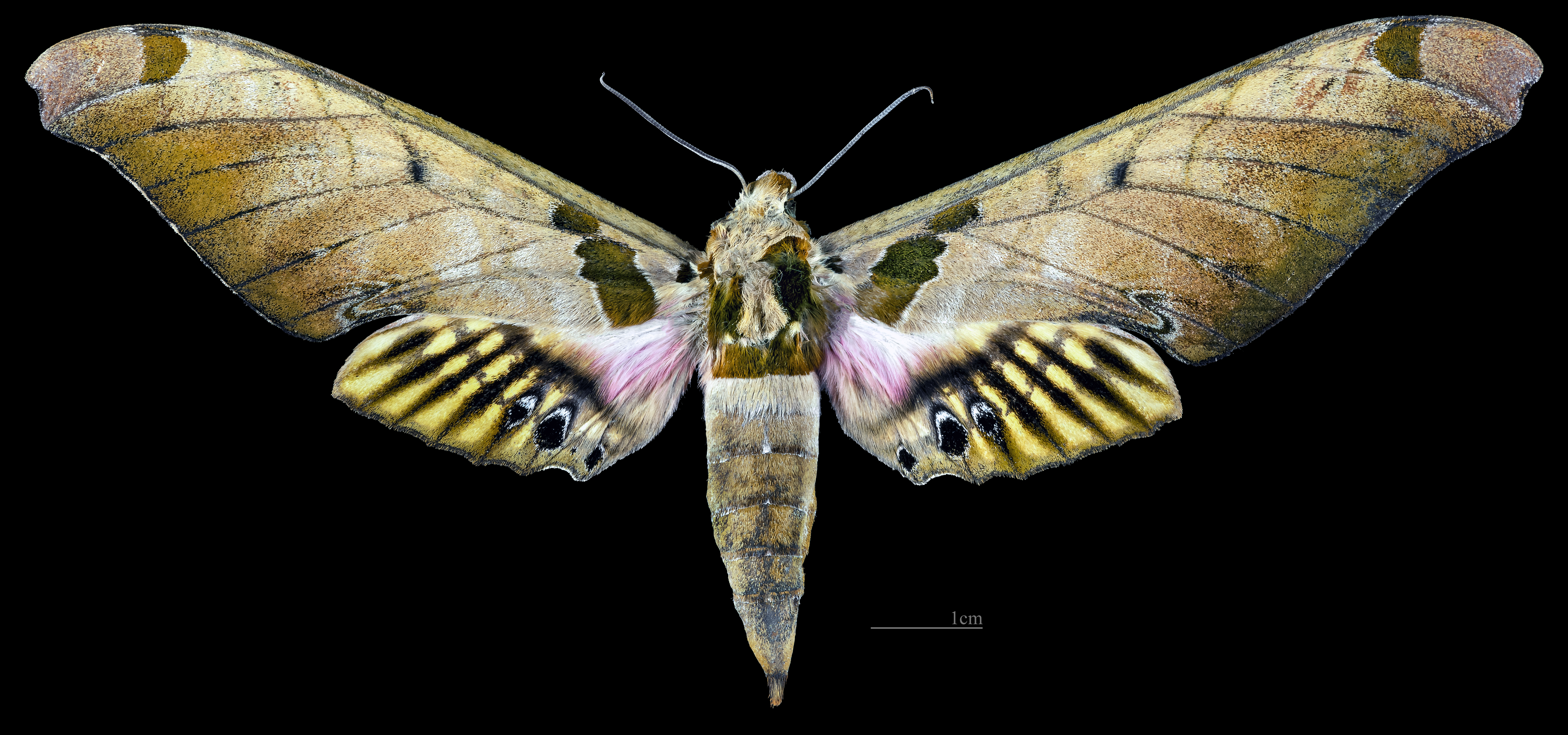
Adhemarius sexoculata ♀
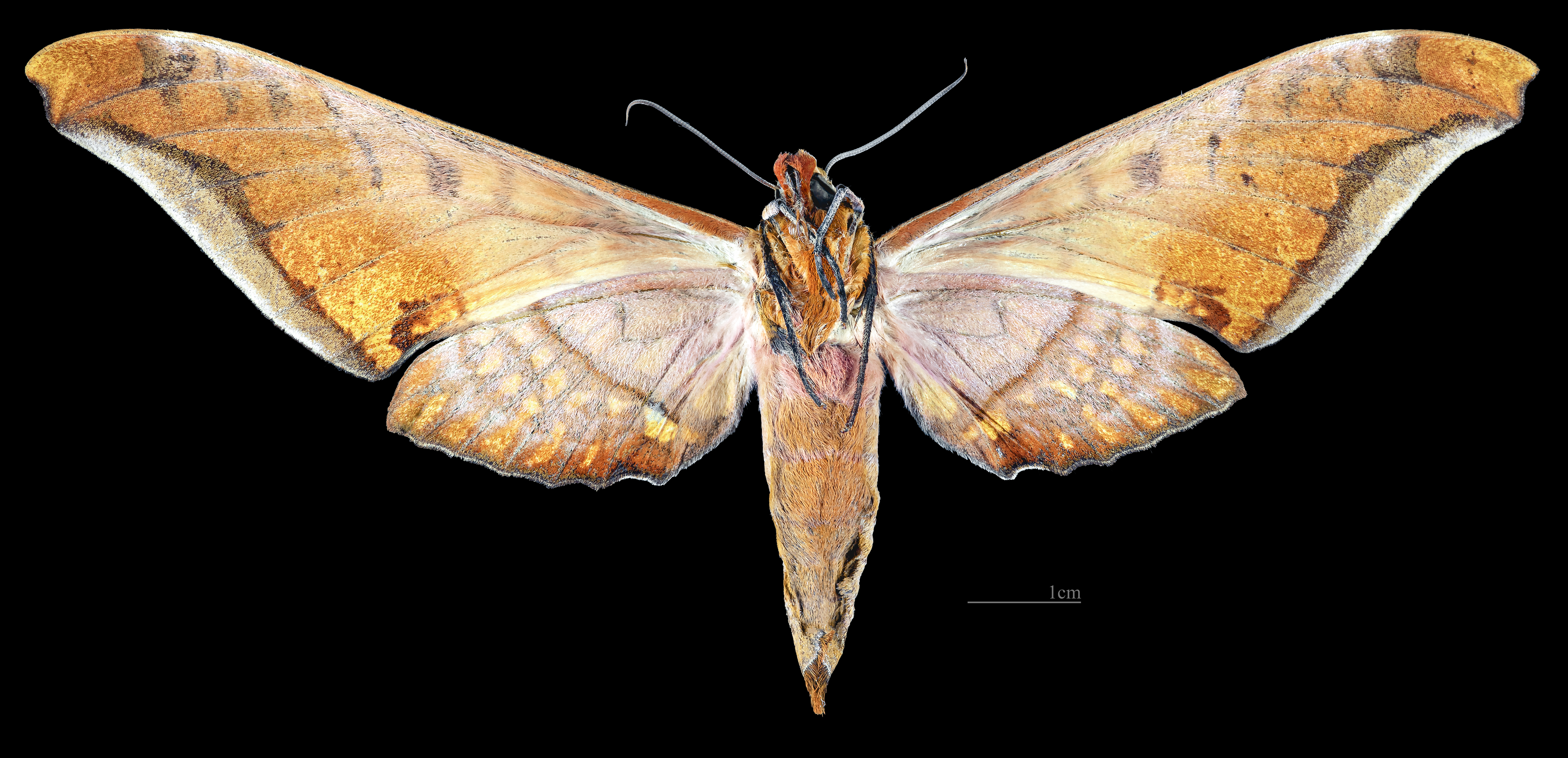
Adhemarius sexoculata ♀ △